# Xã West Grove, Quận Davis, Iowa
Xã West Grove (tiếng Anh: West Grove Township) là một xã thuộc quận Davis, tiểu bang Iowa, Hoa Kỳ. Năm 2010, dân số của xã này là 571 người.